# Brasília Basquete
O Brasília Basquete, por razões de patrocínio Caixa/Brasília, é uma equipe brasileira de basquete masculino sediada em Brasília, DF.  

## História
A história do Brasília Basquete se iniciou em agosto de 2018, após uma parceria entre a LB Produções e Eventos LTDA (empresa do dirigente do extinto Brasília Búfalos, Bernardo Bessa) e a Associação Salgado de Oliveira de Educação e Cultura (mantenedora da Universo) para a formação de um novo time na Capital Federal que integraria a elite brasileira (NBB). Com isso, após oito temporadas, o nome Universo/Brasília voltou a figurar no basquete brasiliense, só que agora em outro projeto. Assim, o clube ocupou o espaço deixado pelo fim do multicampeão Instituto Viver Basquetebol (Lobos Brasília) um ano antes, o que havia deixado a cidade sem um time na primeira divisão do basquete nacional. Após a formação do elenco, foi anunciado o patrocínio da Caixa Econômica Federal à equipe, que passou a ser conhecida como Universo/Caixa/Brasília, dando sustentabilidade financeira ao projeto. Devido ao corte que o governo federal impôs em relação ao patrocínio da Caixa em times esportivos, o acordo foi encerrado alguns meses depois.  
No NBB 2018-19, o Universo/Brasília teve um início complicado, chegando a ter seis derrotas consecutivas e a ocupar a última colocação no NBB. Entretanto, a equipe conseguiu se recuperar e garantiu vaga nos playoffs da competição como a 10.ª melhor equipe. Nas oitavas de final, o adversário foi o Corinthians. O Universo/Brasília, jogando em casa, venceu a primeira partida da série, mas, apesar de lutar muito, foi derrotado pelo time paulista nas duas partidas seguintes e foi eliminado do certame. Para a temporada seguinte, o time candango teve o patrocínio do BRB passando a se chamar Universo/BRB/Brasília. No NBB 2019-20, a equipe teve diversos problemas de lesões, além de dificuldades financeiras. Devido a esses problemas, a equipe passou a maior parte do campeonato na parte de baixo da tabela. Quando o NBB foi cancelado por conta da pandemia de COVID-19, o Universo/Brasília Basquete estava na 13.ª posição. Após o término da temporada 19-20, a desgastada parceria entre a LB Produções e Eventos LTDA (gestora do Brasília Basquete) e a Associação Salgado de Oliveira de Educação e Cultura (Universo) foi desfeita e o time passou a ter o nome fantasia BRB/Brasília.   

## Últimas temporadas
- a  Em parceria com a Universo.

- * Por conta da pandemia de COVID-19 a temporada foi cancelada. A posição refere-se à colocação da equipe ao término da fase de classificação, que serviu como colocação final, apesar de não ter sido declarado um campeão. O critério foi utilizado apenas para a distribuição de vagas em torneios internacionais.

Legenda:
| Campeão Vice-campeão | Classificado à Champions League Classificado à Liga Sul-Americana |